# Fort VII
 (mai 2015).
Si vous disposez d'ouvrages ou d'articles de référence ou si vous connaissez des sites web de qualité traitant du thème abordé ici, merci de compléter l'article en donnant les références utiles à sa vérifiabilité et en les liant à la section « Notes et références ».
Le Fort VII est un des camps de concentration nazis de Pologne.

## Histoire
Le fort est construit par les Prussiens dans la région de Poznań entre 1876 et 1880. De 1902 à 1918, il s'appelait Fort Colomb. Il revient ensuite à la nouvelle république de Pologne.
Après l'invasion allemande de la Pologne en septembre 1939, le Fort VII est choisi comme site pour le premier camp de concentration en Pologne occupée, il est appelé Konzentrationslager Posen. La décision est prise par Arthur Greiser. Son fonctionnement commence en octobre 1939. Les prisonniers étaient surtout des Polonais de la région de Wielkopolska. Beaucoup étaient des représentants de l'intelligentsia de la région, des personnes engagées dans la vie politique polonaise.
Les personnes étaient exécutées une semaine après leur arrivée. En octobre 1939, une expérience d'exécution par chambre à gaz a été réalisée, où environ trois cents patients psychiatriques de Poznań ont été tués au cours d'une opération de l'action T4 supervisée par Helmut Bischoff et réalisée par Herbert Lange .
En novembre 1939, le camp devient un camp de transit. Durant cette période, les prisonniers restent dans le camp pendant environ six mois, avant d'être condamnés à mort ou déplacés dans un plus grand camp de concentration, tels que Dachau et Auschwitz. Les prisonniers comprenaient des militants politiques et militaires de l’État polonais clandestin.
2 000 prisonniers étaient détenus dans le camp, gardés par quatre cents membres de la SS. Il y avait vingt-sept cellules pour les hommes et trois pour les femmes. 18 000 personnes sont passées dans le camp, dont 4 500 y sont mortes.

## Galerie

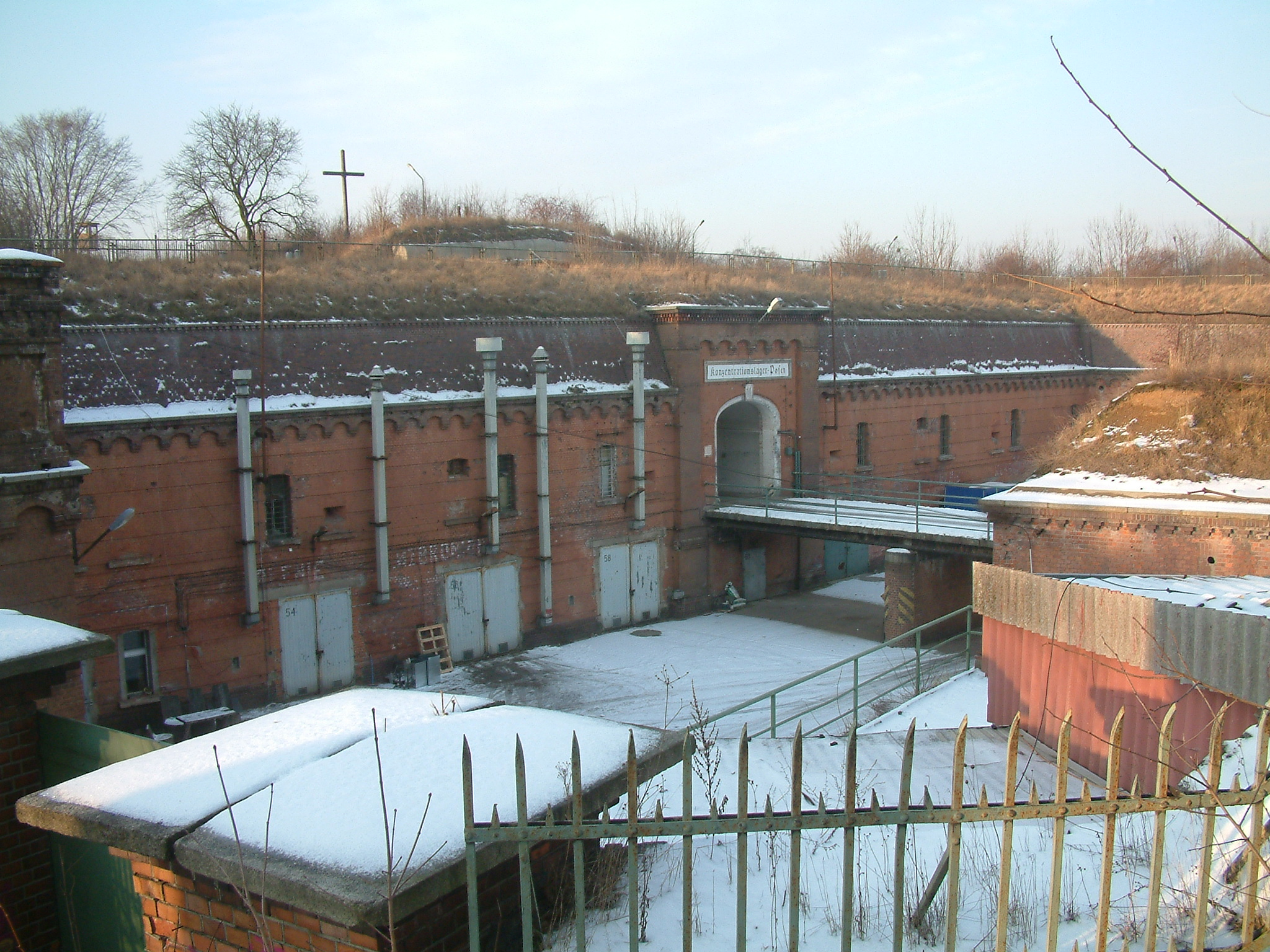
Entrée du camp
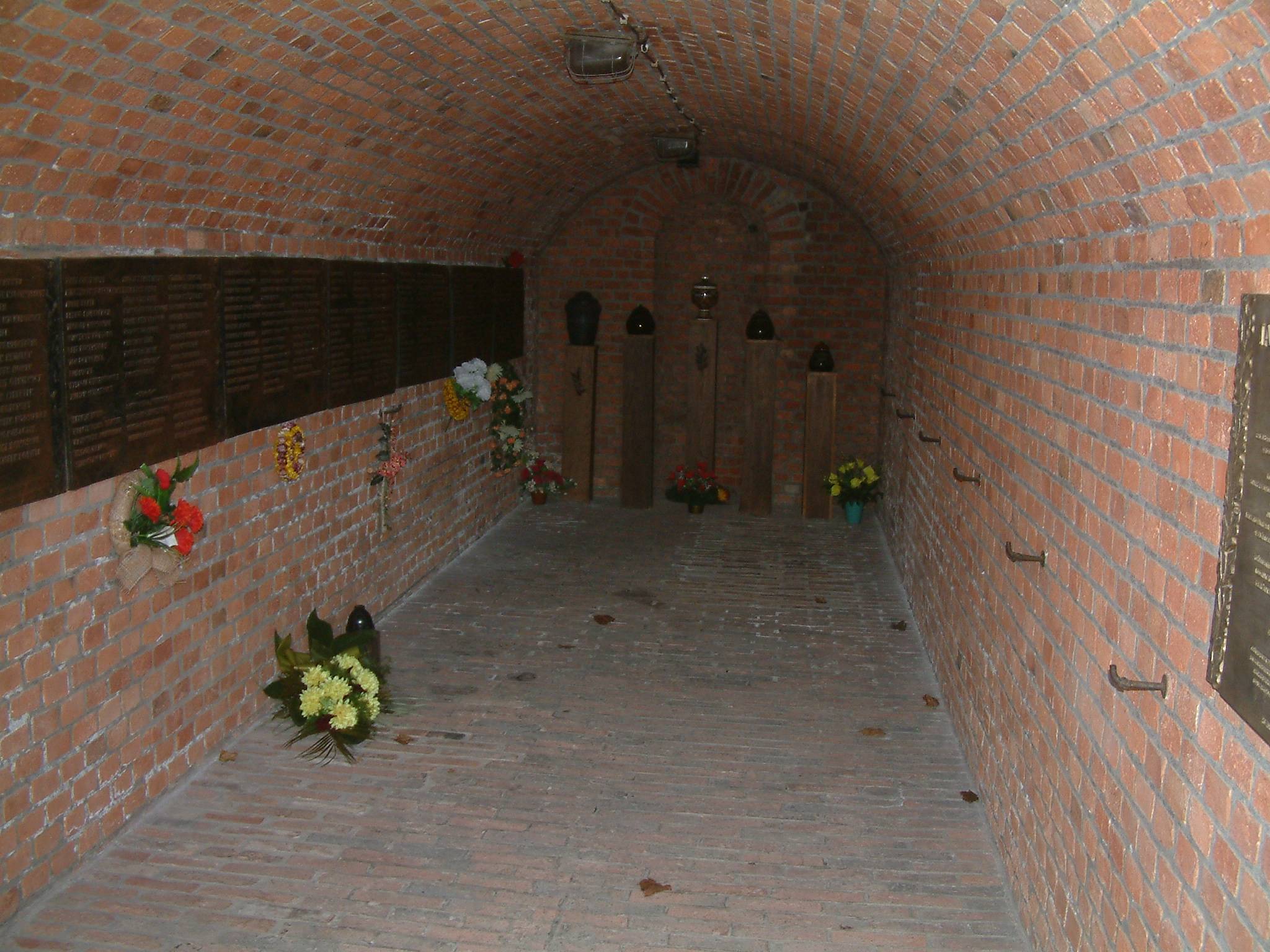
Chambre à gaz expérimentale.
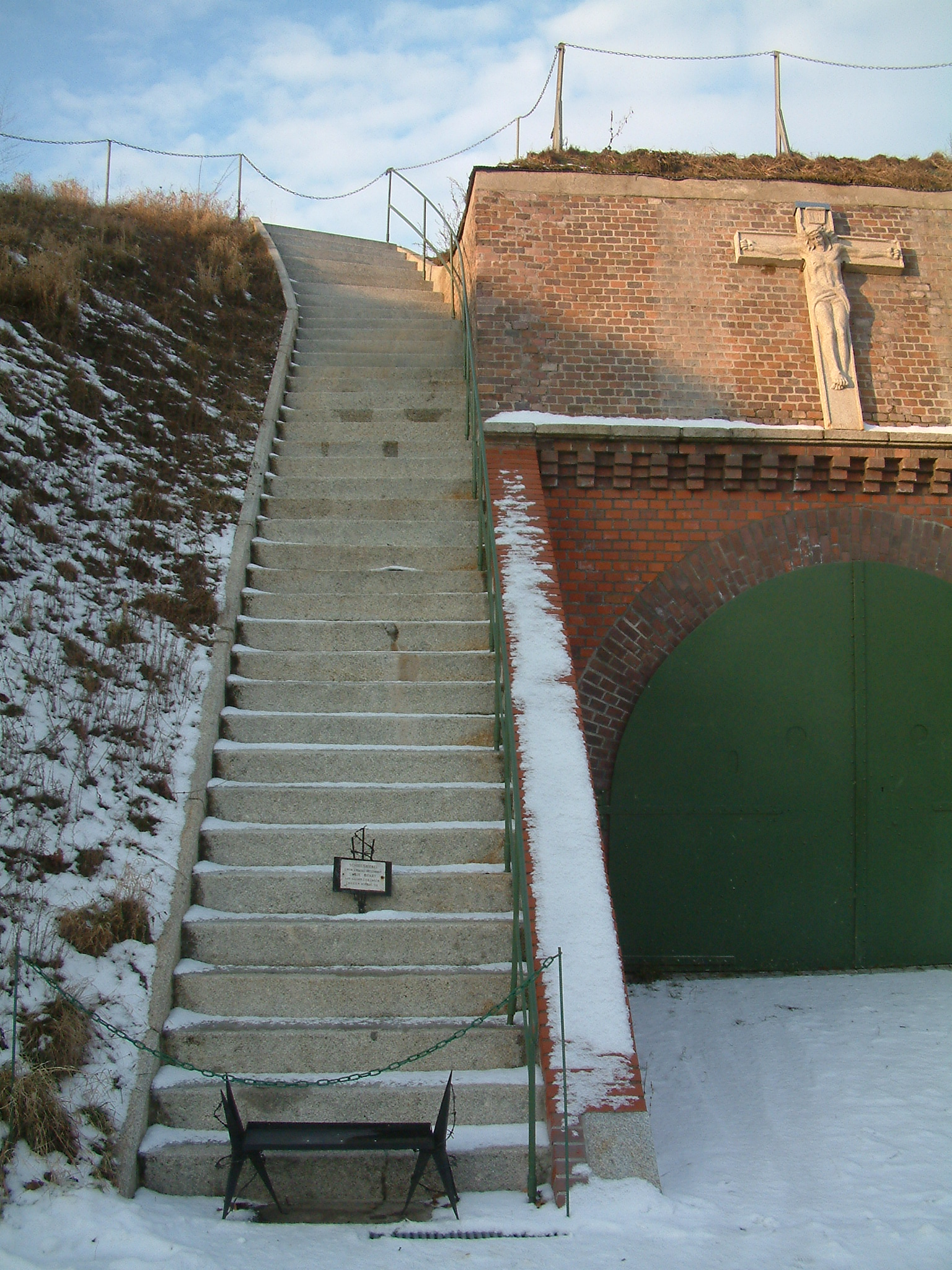
Escalier vers la mort.